# A cena con gli dei
A cena con gli dei è un singolo del cantautore italiano Biagio Antonacci, pubblicato il 29 dicembre 2023 come quinto estratto dal sedicesimo album in studio L'inizio.

## Descrizione
Il singolo è stato scritto dallo stesso Antonacci con la produzione di Placido Salamone e si tratta di un brano uptempo:
(Biagio Antonacci)

## Video musicale
Il video, diretto da Olmo Parenti, è stato reso disponibile il giorno della pubblicazione attraverso il canale YouTube del cantautore.

## Tracce
Testi di Biagio Antonacci, musiche di Biagio Antonacci e Placido Salamone.
1. A cena con gli dei – 2:57